# Вулиця Казимира Малевича
Ву́лиця Казими́ра Мале́вича — вулиця в Голосіївському районі міста Києва, місцевість Нова Забудова. Пролягає від Ділової й Короленківської вулиць до Загородньої вулиці.
Прилучаються вулиці Івана Федорова, Лабораторна, Володимиро-Либідська, Німецька, Єжи Ґедройця.

## Історія
Вулиця виникла в середині XIX століття як частина регулярного розпланування вулиць вздовж р. Либідь і залізниці. Складалася з двох вулиць: Бульйо́нської (пролягала до теперішньої вулиці Німецької) і Заводсько́ї. Щодо походження назви Бульйонської вулиці існує кілька версій. За однією вулицю названо на честь К. Г. Бульйона — домовласника і господаря відомої у місті ковбасної фабрики. Друга версія пов'язує назву вулиці з тим, що на початку XIX століття, коли місцевість почала забудовуватися, тут жили ремісники, що виготовляли золоте та срібне шитво, яке крамарі називали «бульйоном». У 1915–1941 роках обидві частини мали назву Бульйонська. У 1941 році вулиця отримала назву вулиця ім. В. Н. Боженка, на честь учасника громадянської війни, більшовика-українофоба Василя Боженка. 1944 року назва уточнена на Василя Боженка. Сучасна назва на честь художника-авангардиста Казимира Малевича — з 2012 року.
Вулиця мала переважно одно-, двоповерхову забудову. За міським розписом належала до найнижчого 4-го розряду; 1914 року переведена до 3-го розряду. Протягом 1980–90-х років більшість старих будівель на вулиці знесена — головним чином, заради зведення нових кварталів по вулицях Горького та Боженка. Декілька будинків було знесено вже у 2000-х роках — будинок № 18 знесений 2008 року, садиба з двох одноповерхових будинків № 32 — 2009 року. Залишилося лише 6 будинків зі старої забудови — № 2, 24, 31, 85, 87, 127.

## Перейменування

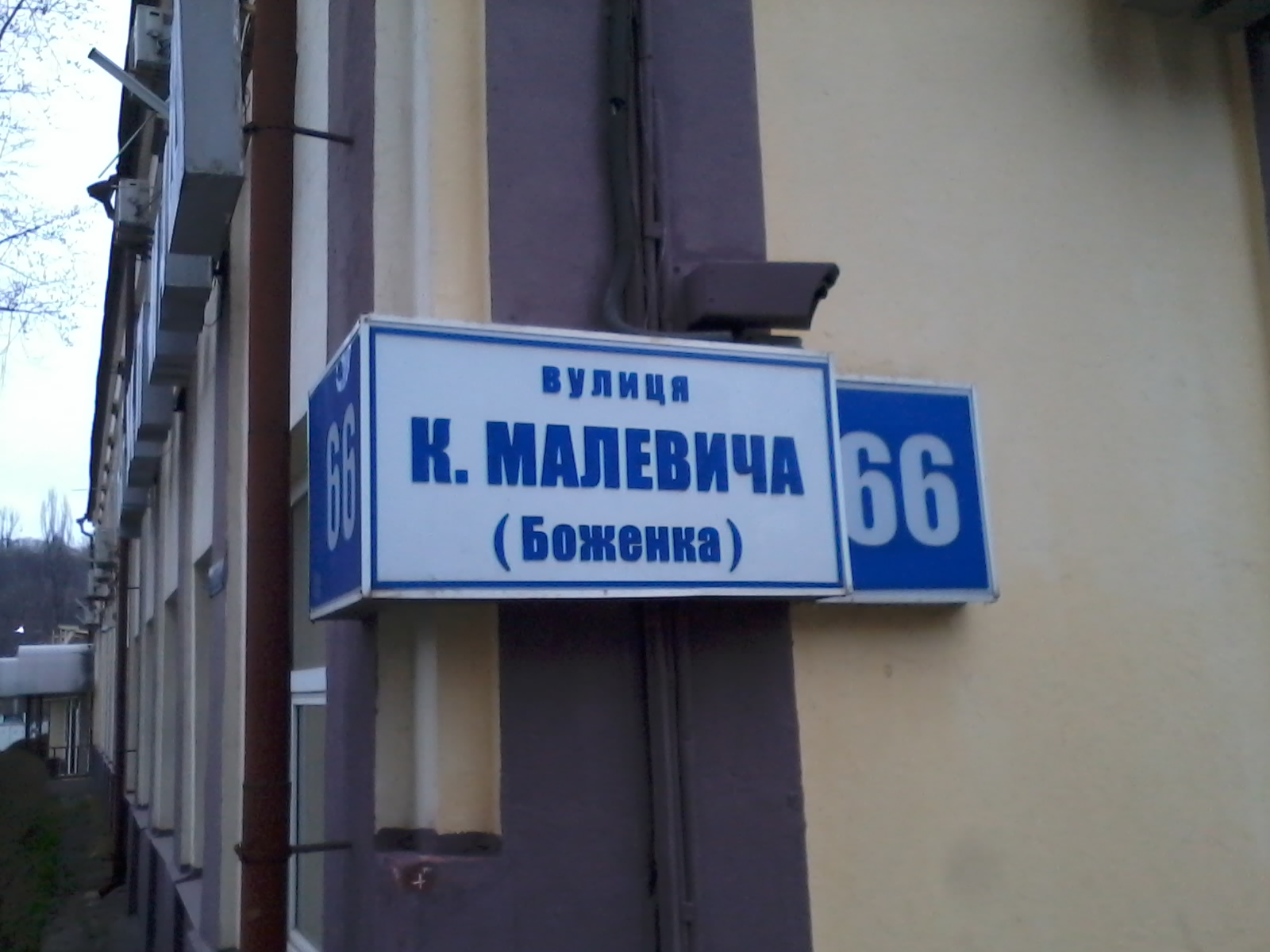
Вуличний покажчик із новою та старою (в дужках) назвами вулиці

26 квітня 2012 року Київрада розглядала проект рішення «Про перейменування вулиці Боженка у Голосіївському районі м. Києва на вулицю Казимира Малевича», однак цей проект не підтримали через те, що вулиця перебуває у 3-кілометровій зоні від НСК «Олімпійський», на якому відбулися матчі Євро-2012, і на картах і путівниках вона вже була позначена як вулиця Боженка.
Вже після проведення Євро-2012 до питання про перейменування вулиці повернулися вдруге. Рішенням Київської міської ради від 20 вересня 2012 року вулицю було перейменовано на честь Казимира Малевича.

## Особистості
На початку XX століття в будинку № 14/27 по Бульйонській вулиці жив поет Максим Рильський. Будинок втрачено.
Раніше вважалося, що місцем народження видатного художника Казимира Малевича є будинок, що не зберігся до цього часу, за адресою Бульонська, 15. За останніми дослідженнями, місцем народження художника був маєток його тітки Марії Оржеховської, який знаходився у престижному районі міста — вулиця Жилянська, номер (приблизно) 62-65. Зараз ця територія — між двома житловими будинками: комплексом «Дипломат Холл» та сусідньою будівлею 1970—1980 років.

## Пам'ятники та меморіальні дошки
Біля меблевої фабрики ім. В. Н. Боженка у 1967 році був встановлений пам'ятник Василеві Боженку. Автори — скульптор Василь Вінайкін, архітектори — Вольдемар Богдановський та Ігор Масленков. Пам'ятник заввишки 4,5 м, являв собою скульптурний бюст на прямокутному постаменті із штучного каменю. Зруйновано «невідомими» у листопаді 2015 року.
На будинку № 11 (Інститут електрозварювання ім. Є. О. Патона) встановлено гранітні меморіальні дошки:
- на честь професора Данила Дудка (1921—2009), який працював у цьому будинку з 1944 по 2009 рік.
- на честь професора Володимира Лєбедєва (1922—2008), який працював у цьому будинку з 1944 по 2008 рік.
- на честь академіка Ігоря Походні (1927—2015), який працював в інституті з 1952 по 2015 рік[7].
- на честь академіка Володимира Махненка (1927—2015), який працював в інституті з 1952 по 2015 рік.

На будинку № 13 (Інститут електрозварювання ім. Є. О. Патона) встановлено меморіальну дошку на честь академіка Бориса Медовара, який працював у цьому будинку. Виготовлено у вигляді бронзового барельєфу за проектом скульптора Олександра Скоблікова.
На будинках № 2 та № 119 було розміщено гранітні анотаційні дошки на честь Василя Боженка, чиє ім'я вулиця носила до 2012 року. Аналогічні дошки були встановлені на будинках № 47/49 та № 86, але усі наразі втрачені.

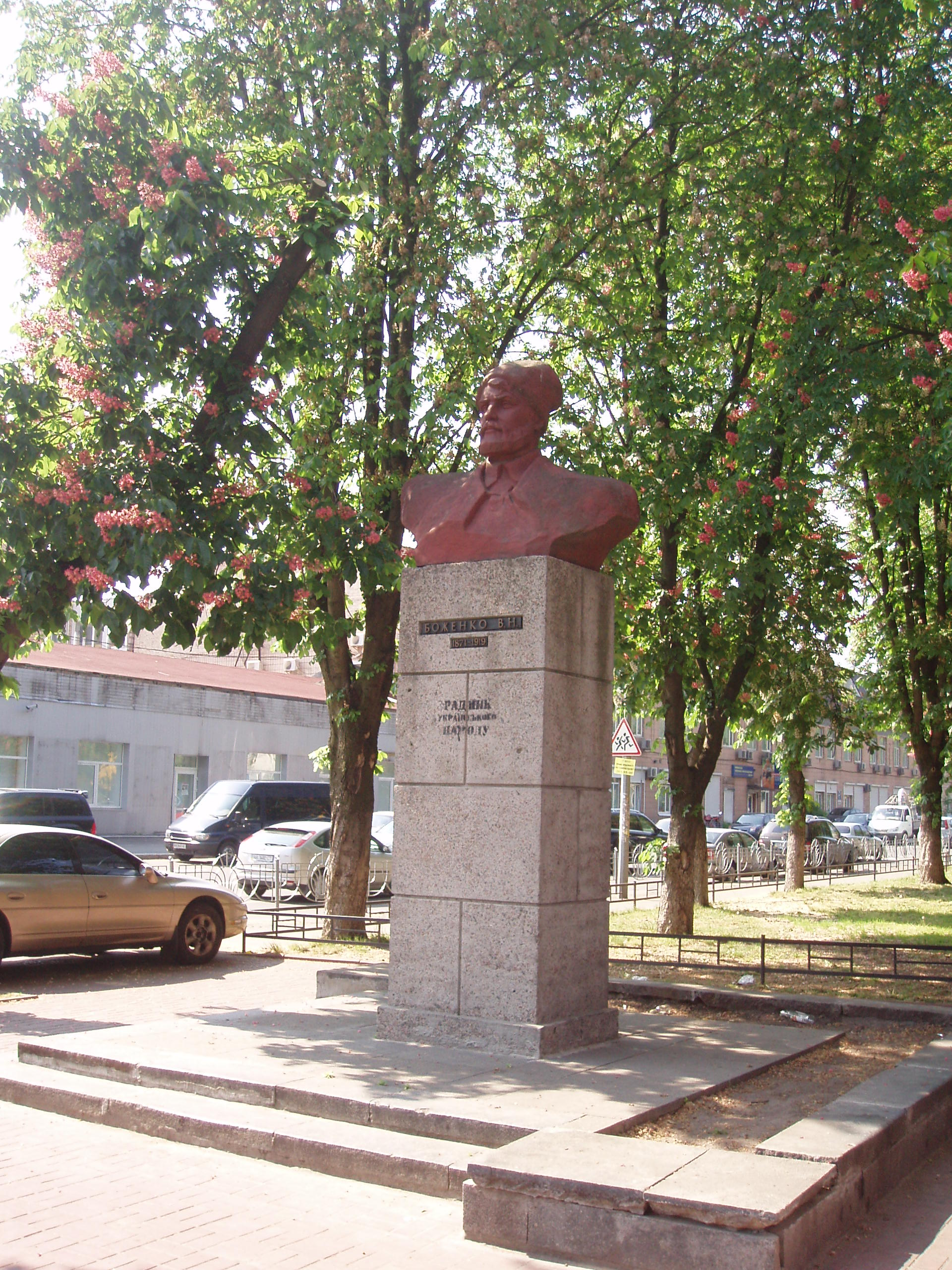
Пам'ятник Василеві Боженку (демонтовано в 2016 році)
Анотаційна дошка зі старою назвою вулиці на будинку № 2 (демонтовано в 2016 році)
Анотаційна дошка зі старою назвою вулиці на будинку № 119 (демонтовано в 2016 році)
Меморіальна дошка на будинку № 11
Меморіальна дошка на будинку № 11
Меморіальна дошка на будинку № 11
Меморіальна дошка на будинку № 11
Меморіальна дошка на будинку № 13

## Установи та заклади

### Державні установи
- Аерокосмічне товариство України (буд. № 11)
- Центр соціально-трудової реабілітації інвалідів м. Києва (буд. № 86-Б)

### Наукові заклади
- Інститут електрозварювання ім. Є. О. Патона НАН України (буд. № 11)
- Український державний науково-дослідний інститут «Ресурс» (буд. № 84)
- Український науково-дослідний інститут механічної обробки деревини (буд. № 84)

### Промислові підприємства
- Меблева фабрика ім. Боженка (буд. № 86)

## Зображення

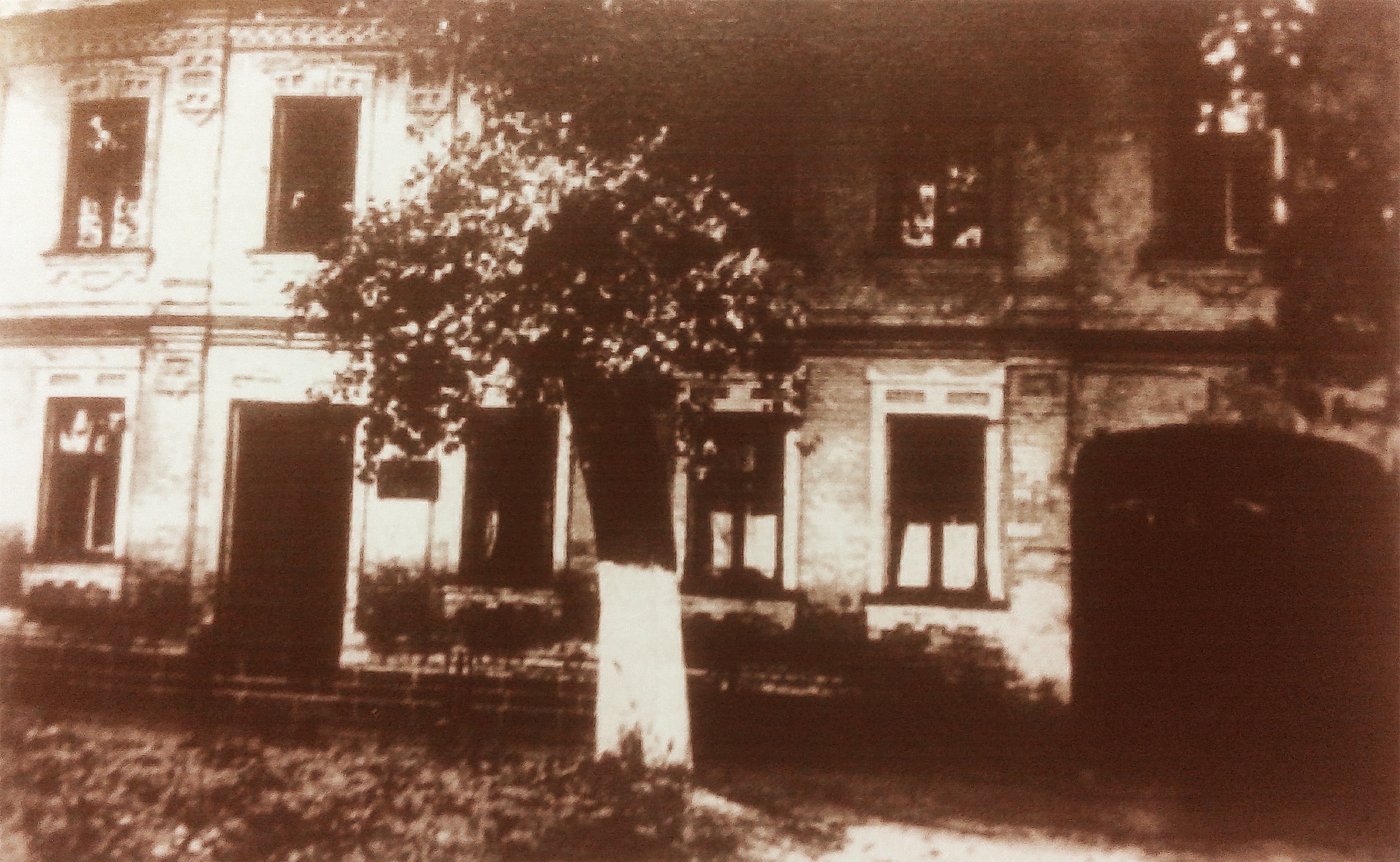
Фрагмент старої забудови вулиці — Бульйонська, 15
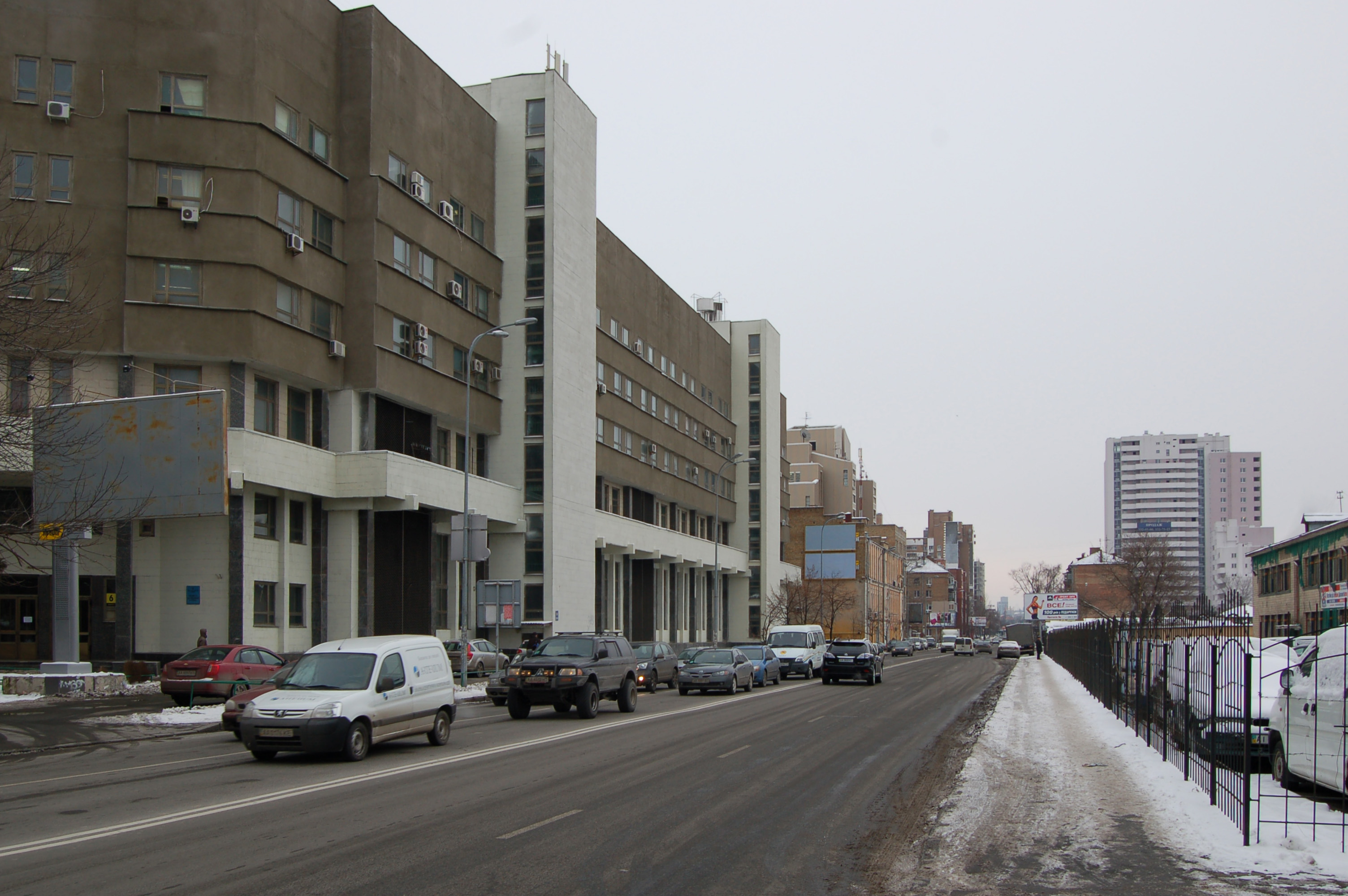
Поблизу перехрестя з вулицею Івана Федорова
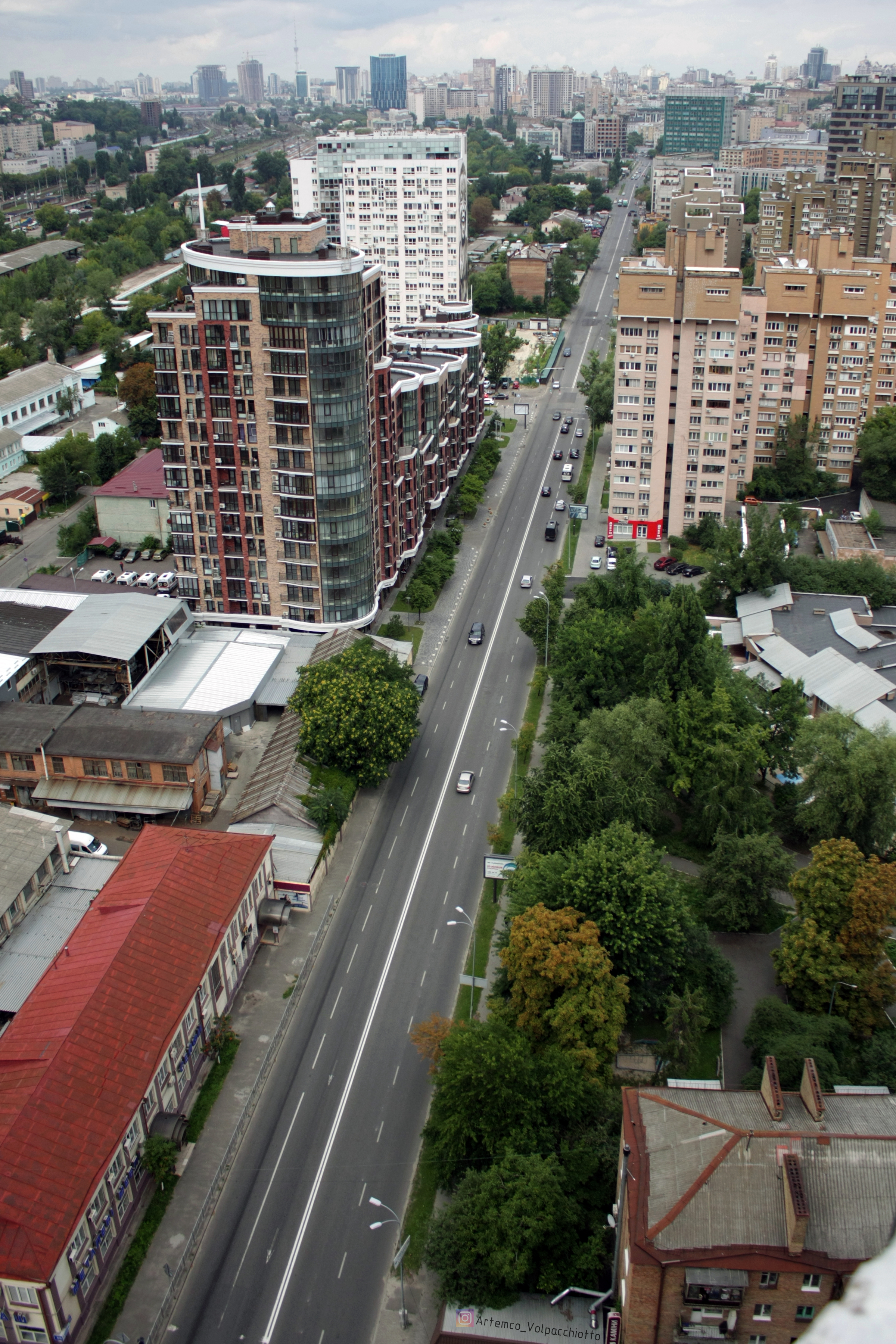
від вул. Володимиро-Либідської до початку